# Paróquia São José do Belém

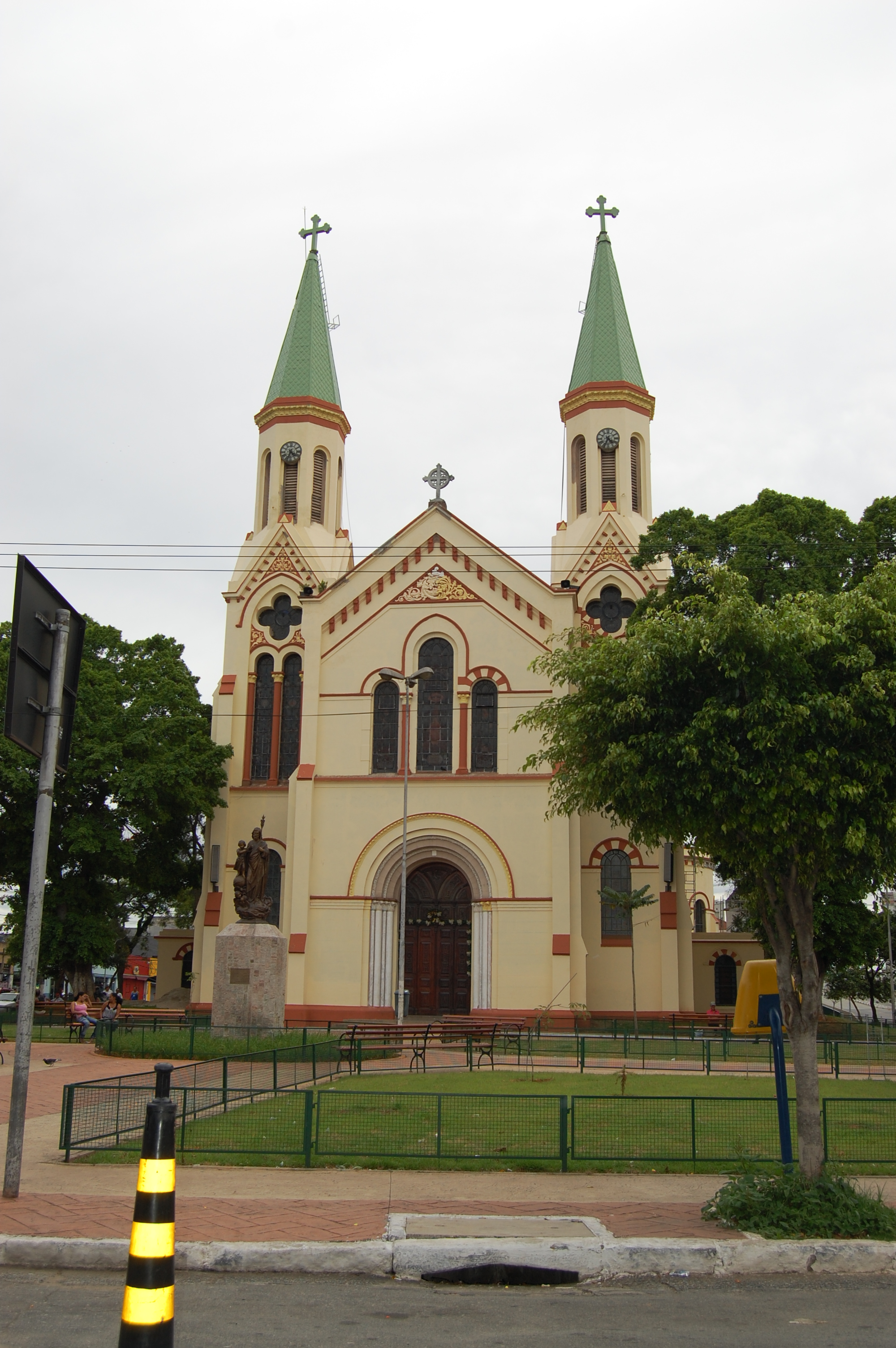

A Paróquia São José do Belém foi criada em 14 de julho de 1897 no largo São José do Belém, Belenzinho, cidade de São Paulo, Brasil. Pertence ao Decanato Santa Maria e São José da Arquidiocese de São Paulo. Está como pároco, o Pe. Marcelo Maróstica Quadro, diretor do Caritas Arquidiocesana e Coordenador Pastoral da Região Episcopal Belém.